# Protestantischer Friedhof Feriköy

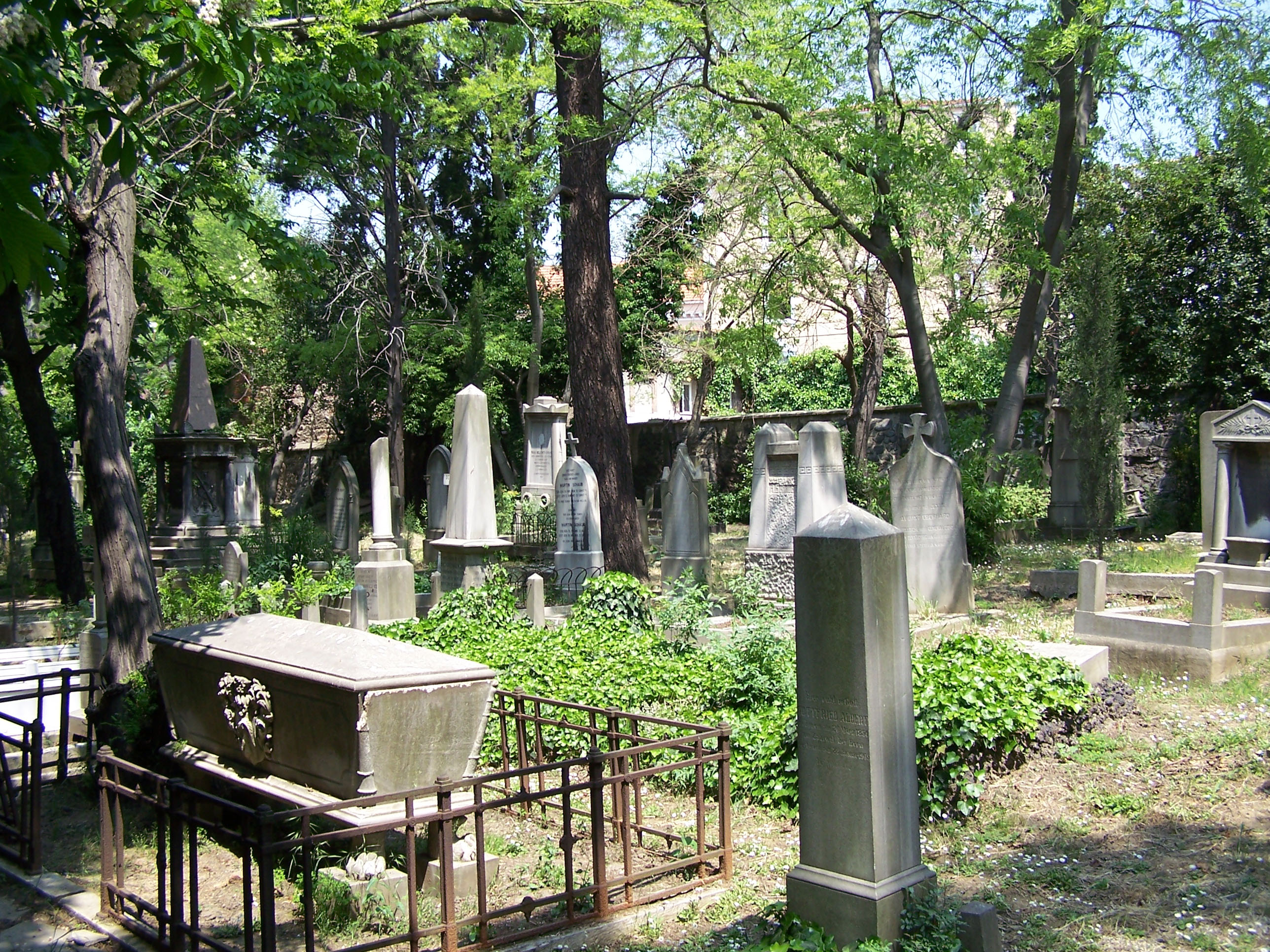
Blick über den Friedhof

Der protestantische Friedhof Feriköy (türkisch Feriköy Protestan Mezarlığı), lateinisch Evangelicorum Commune Coemeterium, ist ein christlicher Friedhof für die protestantischen Einwohner von Istanbul. Er befindet sich im Stadtteil Feriköy im Istanbuler Stadtbezirk Şişli. In Istanbul wurden alle Angehörigen der reformierten Kirchen und der lutherischen Kirchen auf dem Friedhof in Feriköy bestattet. Seit seiner Eröffnung wurden rund 5.000 Menschen auf dem Friedhof in Feriköy bestattet.
Der Friedhof enthält zahlreiche Beispiele für verschiedene Stile von Denkmälern und Grabsteinen vom 17. Jahrhundert bis in die Gegenwart. Die Steine entlang der Mauern sind eine der letzten erhaltenen Verbindungen zur alten fränkischen Grabstätte der Grand Champs des Morts, dem Friedhof des alten Pera vor den Mauern von Byzanz, das im Zuge der Stadterweiterung während des 19. Jahrhunderts verloren ging.

## Lage
Der Friedhof befindet sich im Stadtteil Feriköy im Istanbuler Stadtbezirk Şişli im europäischen Teil der Stadt an der Halaskargazı Caddesi in einem Wohngebiet. Wenige 100 Meter westlich befindet sich der islamische Friedhof des Viertels. Im Norden schließt sich die Mimar Sinan Üniversitesi an. Im Süden liegt unweit das Istanbul Congress Center.

## Geschichte

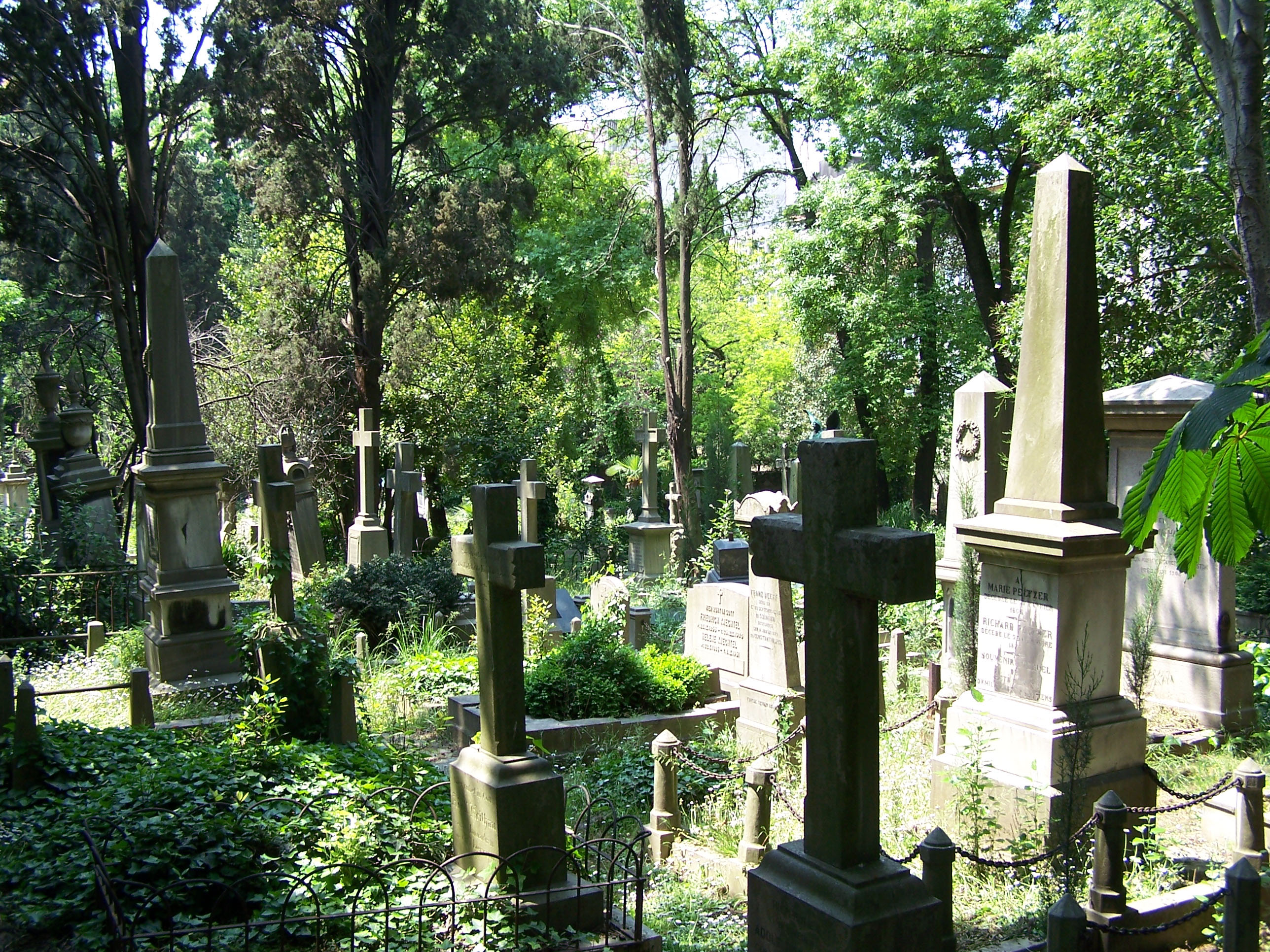
Die Grabsteine spiegeln die verschiedenen Epochen wider

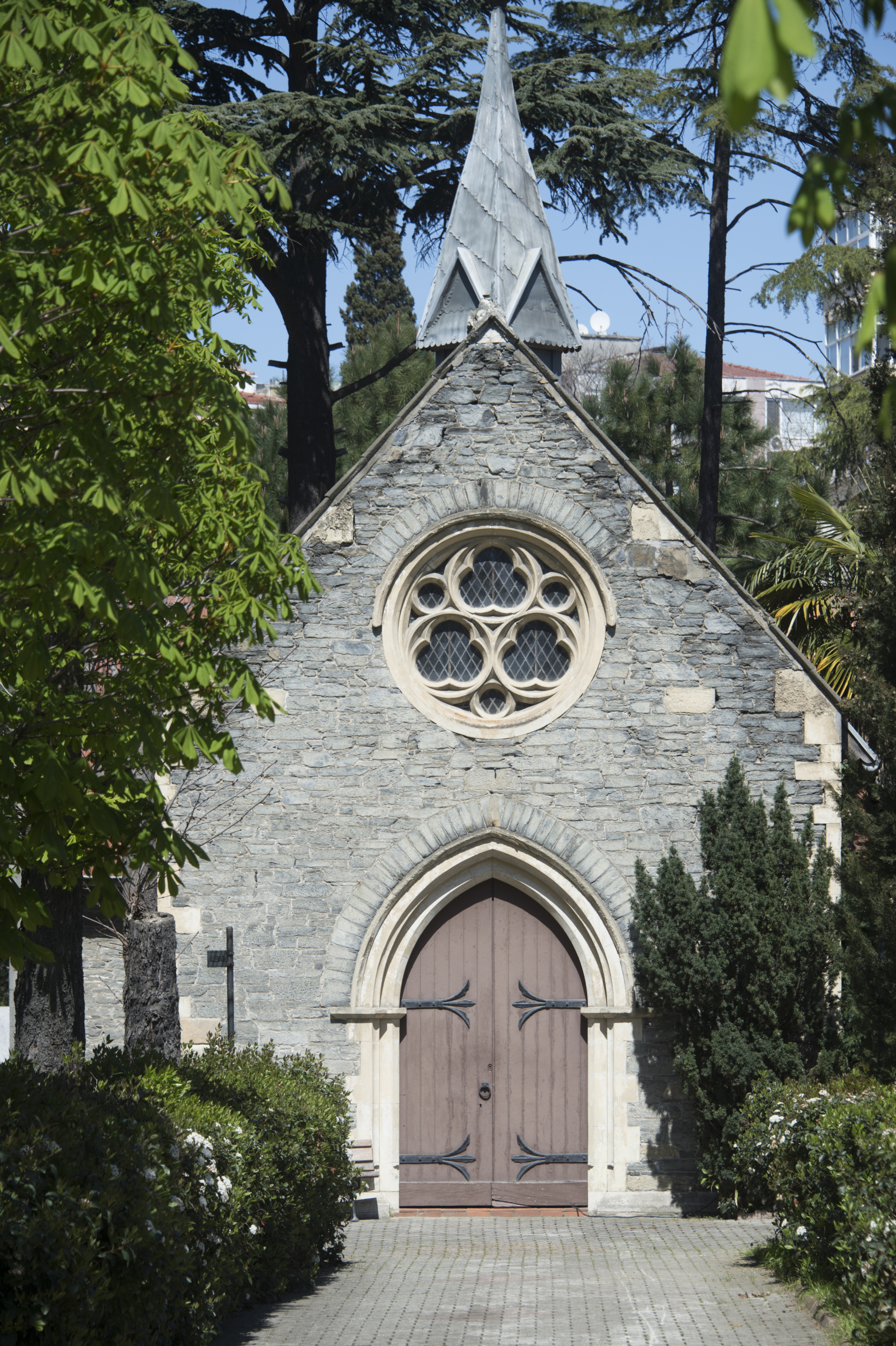
Friedhofskapelle

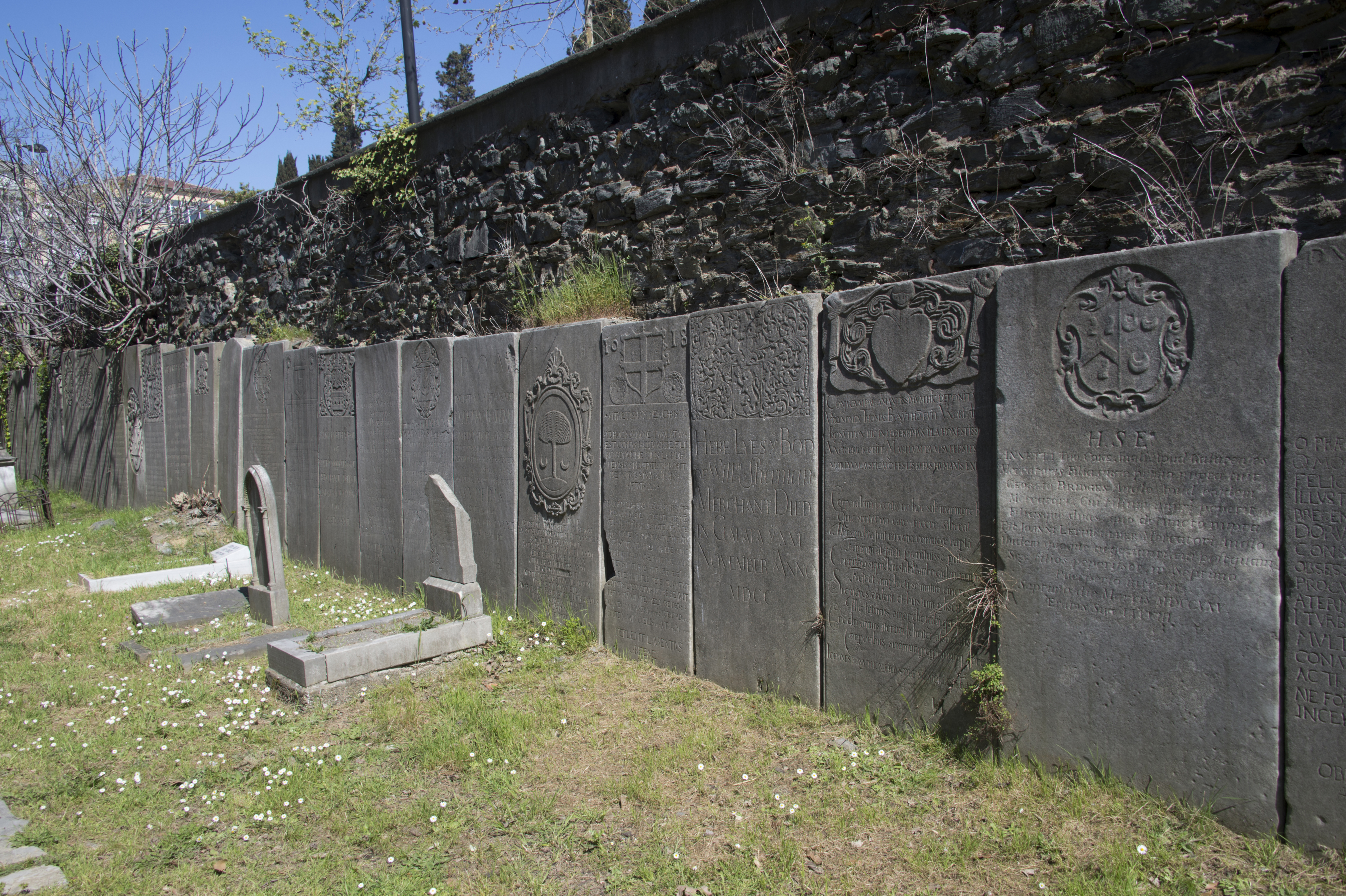
Die Grabsteine in der Nähe der Friedhofsmauer gehören zu den ältesten erhaltenen

Zwischen 1840 und 1910 wurde die Region nördlich des Taksim-Platzes in Richtung Şişli allmählich erschlossen und bebaut. Karten von Istanbul aus dem frühen 19. Jahrhundert zeigen einen Großteil des Gebiets in dieser Richtung, das von den nichtmuslimischen Grabstätten der „Grand Champs des Morts“ eingenommen wurde, auf dem auch viele Kreuzfahrer („Franken“) bestattet wurden. Die von westlichen Vorbildern beeinflusste Stadtentwicklung in der osmanischen Hauptstadt führte zur Schließung der Nekropole, die lange auch Quelle der Inspiration für das Ideal europäischer Landschaftsgärtner galt.
Bereits 1842 wurde ein großer Teil der Grabstätte eingeebnet, wie ein zeitgenössischer Bericht des amerikanischen Missionars William Goodell bestätigt. Goodell, einer der Gründer des American Board of Commissioners for Foreign Missions für die Armenier in Istanbul, hatte 1841 seinen neunjährigen Sohn Constantine Washington wegen Typhus verloren und hatte ihn in einer Sektion der Grand Champs des Morts bestattet.
In seinen Memoiren schrieb Goodell am 18. Februar 1842:
Wegen der Eingriffe in die Kreuzfahrer-Grabstätte musste ich den Körper unseres geliebten Jungen entfernen. Das Grab war tief gegraben worden, und der Sarg war kaum feucht. Alles war süß und still. Das neue Grab, das wir etwas entfernt vorbereitet haben, war ebenfalls tief und trocken; und dort legten wir den Körper ab, um in seinem ruhigen Bett bis zum Morgen der Auferstehung der Toten zu ruhen. Geliebtes Kind, Lebewohl! 
Die Ruhe des kleinen Sohnes hielt jedoch weit weniger lange als erwartet, weil auch dieser Teil des Friedhofs in den frühen 1860er Jahren durch Bauarbeiten zerstört wurde. Im Juli 1863 wurden die Überreste von mehr als einem Dutzend Amerikanern, darunter die von Constantine Washington Goodell, in der alten Grabstätte in den „Grand Champs des Morts“ exhumiert und zusammen mit ihren Grabsteinen auf einen neuen protestantischen Friedhof in Feriköy gebracht, der in den 1850er Jahren im Auftrag des osmanischen Sultans Abdülmecid I. angelegt worden war. Das von den ehemaligen Grabstätten belegte Land wurde in einen öffentlichen Park umgewandelt, ein Projekt, das sechs Jahre später mit der Eröffnung des Taksim-Parks im Jahr 1869 beendet wurde.
Das Gelände für den Friedhof stiftete die osmanische Regierung im Jahr 1857 den Ländern mit hohem Anteil protestantischer Staatsangehöriger, darunter dem Vereinigten Königreich, Preußen, den USA, den Niederlanden, Schweden, Norwegen und Dänemark.
Die erste Beisetzung fand im November 1858 auf dem Friedhof statt, obwohl dieser erst Anfang 1859 offiziell eröffnet wurde. Obwohl die Grabstätten hauptsächlich für Ausländer geschaffen wurden, ist ein separater Abschnitt in der südwestlichen Ecke armenischen Protestanten des Osmanischen Reiches vorbehalten.
Es gibt außerdem ein Kriegsgrab des Commonwealth, in dem ein Offizier des britischen Intelligence Corps bestattet wurde, der während des Zweiten Weltkriegs im Jahr 1945 gestorben war.
Im Jahr 2018 gründeten Wissenschaftler des American Research Institute in Turkey (ARIT), des Netherlands Institute in Turkey (NIT) und des Orient-Instituts Istanbul eine Initiative zur Erforschung des Friedhofes (Feriköy Protestant Cemetery Initiative), der sich im folgenden Jahr das Hungarian Cultural Center, das Swedish Research Institute in Istanbul (SRII) und das British Institute at Ankara anschlossen.

## Armenische Sektion
Das für die armenische evangelische Kirche reservierte Grabfeld ist durch eine Mauer vom Hauptfriedhof getrennt, da die Armenier als osmanische Staatsangehörige angesehen wurden. In diesem kleinen Abschnitt gibt es auch einige Gräber der griechischen evangelischen Kirche, außerdem von arabischen, assyrischen und türkischen Protestanten, von denen die meisten ehemalige Muslime waren, die zum Protestantismus konvertiert waren. Ihre Epitaphe beinhalten teilweise Schriften in fünf verschiedenen Sprachen.

## Verwaltung
Die Generalkonsule von Deutschland, Großbritannien, den Vereinigten Staaten, den Niederlanden, Schweden, Ungarn und der Schweiz verwalten den Friedhof in zweijährlichem Wechsel.

## Bekannte Bestattete
- William Nosworthy Churchill (1796–1846), britischer Journalist und Herausgeber der osmanischen Zeitung Ceride-i Havadis
- Andreas David Mordtmann (1811–1879), deutscher Diplomat und Orientalist
- Paul Lange (1857–1919), deutscher Musiker und Dirigent, Hofkapellmeister der letzten osmanischen Sultane
- Heinrich August Meißner (1862–1940), deutscher Ingenieur und Eisenbahnbauer
- Ernest Mamboury (1878–1953), Schweizer Lehrer und Gelehrter, der an zahlreichen Ausgrabungen in Istanbul beteiligt war
- Philipp Schweinfurth (1887–1954), deutscher Kunsthistoriker
- Traugott Fuchs (1906–1997), deutscher Literaturprofessor, Philologe und Maler
- John Freely (1926–2017), US-amerikanischer Physiker, Historiker und Autor